# ウェイド・ウィリアムズ
ウェイド・ウィリアムズ（Wade Williams、1961年12月24日 - ）アメリカ合衆国の俳優である。

## 略歴
オクラホマ州タルサ出身。本名はWade Andrew Williams。
演技の勉強を希望していたが、両親など、周囲の理解を得られずタルサ大学で医学を専攻していた。しかし、演技への熱意を捨てられず学士を取得する前に、Rutgers Mason Gross School of the Artsで演劇の修士を取得。2002年の『ケン・パーク』では、息子をレイプする父親を演じた。
『プリズン・ブレイク』ではベリック刑務官役で活躍しブレークしたが、人気者とは程遠い視聴者の反応に「ロバート（Ｔ－バッグ役）は私より悪い事している役なのにどんどん人気が出て、私はまるで汚いものを見るような視線を送られるのは何故だ！」と半分冗談で語っている。

## 出演作品

### テレビ
- シカゴ・ホープ Chicago Hope (1998) ゲスト出演
- スタートレック:ヴォイジャー Star Trek: Voyager (1998) トレイジス・ロ・ターリク(第93話)
- ER緊急救命室 ER (1999) Season6 第１話 Leave It To Weaver"ウィーバーにはかなわない" ゲスト出演
- 刑事ナッシュ・ブリッジス Nash Bridges (2000) ゲスト出演（第101話）
- Xファイル The X Files (2001) ゲスト出演
- チャームド Charmed (2001) ゲスト出演
- バフィー 〜恋する十字架〜 Buffy the Vampire Slayer (2001) ゲスト出演
- シックス・フィート・アンダー Six Feet Under (2001) ゲスト出演
- スタートレック:エンタープライズ Star Trek: Enterprise (2001) ギャロス(第9話)
- 24 -TWENTY FOUR- 24 Season1  (2002) … ロバート・エリス(第15話・第16話)
- CSI:科学捜査班 CSI: Crime Scene Investigation (2002) ゲスト出演
- CSI:マイアミ CSI: Miami (2003) シーズン２ 殺しのキス　ゲスト出演
- トゥルー・コーリング Tru Calling (2004) … カール・ネーサン
- プリズン・ブレイク Prison Break (2005-2009) … ブラッドリー・ベリック
- アバター 伝説の少年アン (2008) … 訂正将校 (第54・55話)
- 名探偵モンク Monk （2009） … フランク・ウィリス警部(第120話)
- クリミナル・マインド(2010) ゲスト出演
- BONES BONES Season5 (2010) ゲスト出演 (第20話) エイブラムス保安官
- レバレッジ 〜詐欺師たちの流儀 Leverage Season2  (2010) ゲスト出演 (第13話)
- バーン・ノーティス 元スパイの逆襲 Burn Notice Season5  (2011) ゲスト出演 (第3話) カーター捜査官
- TOUCH/タッチ TOUCH Season1  (2012) ゲスト出演 (第13話) ブレイデン
- NCIS 〜ネイビー犯罪捜査班 NCIS Season 11  (2013) ゲスト出演 (第3話) ラリー・パーセル
- エレメンタリー ホームズ&ワトソン in NY Elementary Season 5  (2016) ゲスト出演 (第11話) ライアン・デッカー
- ウエストワールド　Westworld Season1 (2016) ゲスト出演 (第5話) ノリス隊長
- ブラックリスト　The Blacklist Season4 Episode20（2017）　ゲスト出演　エドガー・グラント
- メンタリスト　The Mentalist Season4 (2011) ゲスト出演 (第5話)
- カウボーイビバップ　Cowboy Bebop (2021年) ファド

### 映画
- ルート9 (1998)
- 2999年異性への旅 What Planet Are You From? (2000)
- エリン・ブロコビッチ Erin Brockovich (2000)
- ALI アリ Ali (2001)
- ケン・パーク Ken Park (2002)
- コラテラル Collateral (2004)
- グッド・ドクター 禁断のカルテ The Good Doctor (2011)
- バットマン:ダークナイト・リターンズ Batman: The Dark Knight Returns - Part 1 (2012)
- ダークナイト ライジング The Dark Knight Rises (2012)
- ドラフト・デイ Draft Day (2014)
- キングのメッセージ Message from the King (2016)
- ダーケスト・マインド The Darkest Minds (2018)
- ヴェノム Venom (2018)
- スリー・フロム・ヘル 3 from Hell (2019)